# Municipio de Francisco I. Madero (Hidalgo)
El municipio de Francisco I. Madero es uno de los ochenta y cuatro municipios que conforman el estado de Hidalgo, México. La cabecera municipal y localidad más poblada es Tepatepec.
El municipio se localiza al centro del territorio hidalguense entre los paralelos 20°11′ y 20°18′ de latitud norte; los meridianos 99°0′ y 99°10′ de longitud oeste; con una altitud entre 1900 y 2700 m s. n. m. Este municipio cuenta con una superficie de 98.00 km², y representa el 0.47% de la superficie del estado; dentro de la región geográfica denominada como Valle del Mezquital.
Colinda al norte con los municipios de Mixquiahuala de Juárez y San Salvador; al este con el municipio de San Salvador; al sur con los municipios de San Salvador y Ajacuba; al oeste con los municipios de Ajacuba y Mixquiahuala de Juárez.

## Toponimia
Se le dio el nombre en honor a Francisco I. Madero.

## Geografía

### Relieve e hidrográfica
En cuanto a fisiografía se encuentra dentro de la provincia del Eje Neovolcánico; dentro de la subprovincias de Llanuras y Sierras de Querétaro e Hidalgo. Su territorio es sierra (51.0 %) y llanura (49.0 %).
En cuanto a su geología corresponde al periodo neógeno (75.45 %), cretácico (3.0 %) y cuaternario (1.0 %). Con rocas tipo ígnea extrusiva: volcanoclástico (55.45 %) y basalto–brecha volcánica básica (20.0 %); Sedimentaria: caliza (3.0 %); Suelo: aluvial (1.0 %). En cuanto a edafología el suelo dominante es vertisol (34.0 %), leptosol (32.0 %), calcisol (13.0 %) y phaeozem (0.45 %).
En lo que respecta a la hidrología se encuentra posicionado en la región hidrológica del Pánuco; en la cuenca del río Moctezuma; dentro de la subcuenca río Actopan (91.0 %) y río Tula (9.0 %). También cuenta con algunos pozos, manantiales y presas.

### Clima

Mapa climático de Francisco I. Madero.

El territorio municipal se encuentran los siguientes climas con su respectivo porcentaje: Semiseco templado (100 %). Con una temperatura media anual de 17 °C y una precipitación pluvial anual de 540 milímetros por año.

### Ecología
En cuanto a flora está formada principalmente de pastizales y bosque con una variedad de árboles no aptos para la industria maderera. En cuanto a fauna las especies predominantes son conejo, liebre, tlacuache, víbora y coyote.

## Demografía

### Población
De acuerdo a los resultados que presentó el Censo de Población y Vivienda 2020 del INEGI, el municipio cuenta con un total de 36 248 habitantes, siendo 
17 296 hombres y 18 942 mujeres. Tiene una densidad de 369.7 hab/km², la mitad de la población tiene 31 años o menos, existen 91 hombres por cada 100 mujeres.
El porcentaje de población que habla lengua indígena es de 1.68 %, y el porcentaje de población que se considera afromexicana o afrodescendiente es de 0.90 %. En el municipio se habla principalmente Otomí del Valle del Mezquital.
Tiene una Tasa de alfabetización de 99.4 % en la población de 15 a 24 años, de 93.9 % en la población de 25 años y más. El porcentaje de población según nivel de escolaridad, es de 3.9 % sin escolaridad, el 47.2 % con educación básica, el 22.3 % con educación media superior, el 26.3 % con educación superior, y 0.3 % no especificado.
El porcentaje de población afiliada a servicios de salud es de 70.6 %. El 14.3 % se encuentra afiliada al IMSS, el 57.4 % al INSABI, el 27.5 % al ISSSTE, 0.5 % IMSS Bienestar, 0.7 % a las dependencias de salud de PEMEX, Defensa o Marina, 0.3 % a una institución privada, y el 0.2 % a otra institución. El porcentaje de población con alguna discapacidad es de 4.2 %. El porcentaje de población según situación conyugal, el 27.0 % se encuentra casada, el 32.0 % soltera, el 28.4 % en unión libre, el 6.3 % separada, el 1.0 % divorciada, el 5.3 % viuda.
Para 2020, el total de viviendas particulares habitadas es de 9700 viviendas, representa el 1.1 % del total estatal. Con un promedio de ocupantes por vivienda 3.7 personas. Predominan las viviendas con tabique y block. En el municipio para el año 2020, el servicio de energía eléctrica abarca una cobertura del 99.3 %; el servicio de agua entubada un 71.7 %; el servicio de drenaje cubre un 97.7 %; y el servicio sanitario un 97.9 %.

### Localidades

Mapa de localidades de Francisco I. Madero.

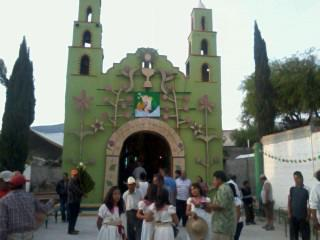
Localidad de San José Boxay.

Para el año 2020, de acuerdo al Catálogo de Localidades, el municipio cuenta con 37 localidades.
| Código INEGI | Localidad                                          | Población (2020) | Porcentaje (%) | Ámbito Población | Categoría Población |
| ------------ | -------------------------------------------------- | ---------------- | -------------- | ---------------- | ------------------- |
| 130230001    | Tepatepec                                          | 11 335           | 31.271         | Urbano           | Cabecera municipal  |
| 130230014    | San Juan Tepa                                      | 6045             | 16.677         | Urbano           | Comunidad           |
| 130230012    | El Rosario                                         | 3811             | 10.514         | Urbano           | Comunidad           |
| 130230008    | Lázaro Cárdenas (El Mexe)                          | 2169             | 5.984          | Rural            | Comunidad           |
| 130230005    | Dengantzha                                         | 2082             | 5.744          | Rural            | Comunidad           |
| 130230011    | El Rosario (Colonia)                               | 1100             | 3.035          | Rural            | Comunidad           |
| 130230003    | Bocamiño                                           | 1039             | 2.866          | Rural            | Comunidad           |
| 130230013    | San José Boxay                                     | 1018             | 2.808          | Rural            | Comunidad           |
| 130230030    | Los Filtros                                        | 875              | 2.414          | Rural            | Comunidad           |
| 130230002    | Arambó                                             | 775              | 2.138          | Rural            | Comunidad           |
| 130230015    | La Cruz                                            | 738              | 2.036          | Rural            | Comunidad           |
| 130230010    | La Puerta                                          | 680              | 1.876          | Rural            | Comunidad           |
| 130230006    | Doctor José G. Parres                              | 554              | 1.528          | Rural            | Comunidad           |
| 130230004    | La Comunidad                                       | 471              | 1.299          | Rural            | Ranchería           |
| 130230037    | El Horno [Colonia]                                 | 442              | 1.219          | Rural            | Ranchería           |
| 130230052    | El Represo                                         | 362              | 0.999          | Rural            | Ranchería           |
| 130230009    | La Mora                                            | 319              | 0.880          | Rural            | Ranchería           |
| 130230041    | Cuarta Demarcación (Barrio los Violines) [Colonia] | 302              | 0.833          | Rural            | Ranchería           |
| 130230007    | El Mendoza                                         | 282              | 0.778          | Rural            | Ranchería           |
| 130230026    | Jagüey del Gontzudi                                | 282              | 0.778          | Rural            | Ranchería           |
| 130230049    | Barrio los Amigos                                  | 268              | 0.739          | Rural            | Ranchería           |
| 130230018    | El Veinte [Colonia]                                | 223              | 0.615          | Rural            | Ranchería           |
| 130230019    | Emiliano Zapata [Colonia]                          | 193              | 0.532          | Rural            | Ranchería           |
| 130230035    | El Porvenir                                        | 175              | 0.483          | Rural            | Ranchería           |
| 130230024    | El Villano                                         | 156              | 0.430          | Rural            | Ranchería           |
| 130230028    | Las Coronas                                        | 130              | 0.359          | Rural            | Ranchería           |
| 130230043    | Las Fuentes                                        | 76               | 0.210          | Rural            | Ranchería           |
| 130230044    | Barrio el Quince                                   | 75               | 0.207          | Rural            | Ranchería           |
| 130230051    | Los Hoyos                                          | 72               | 0.199          | Rural            | Ranchería           |
| 130230050    | El Bravo [Barrio]                                  | 43               | 0.119          | Rural            | Ranchería           |
| 130230039    | Barrio San Antonio                                 | 42               | 0.116          | Rural            | Ranchería           |
| 130230038    | Barrio Nuevo México                                | 40               | 0.110          | Rural            | Ranchería           |
| 130230036    | El Potrero                                         | 31               | 0.086          | Rural            | Ranchería           |
| 130230032    | Compuerta el Trece                                 | 22               | 0.061          | Rural            | Ranchería           |
| 130230042    | Francisco Villa [Colonia]                          | 16               | 0.044          | Rural            | Ranchería           |
| 130230048    | El Durazno [Rancho]                                | 4                | 0.011          | Rural            | Ranchería           |
| 130230045    | Tepeyac [Granja]                                   | 1                | 0.003          | Rural            | Ranchería           |

## Política
Se erigió como municipio el 16 de mayo de 1927. El Honorable Ayuntamiento está compuesto por: un presidente municipal, un síndico y ocho regidores y 25 delegados. De acuerdo al Instituto Nacional electoral (INE) el municipio está integrado diecisiete secciones electorales, de la 0369 a la 0385. Para la elección de diputados federales a la Cámara de Diputados de México y diputados locales al Congreso de Hidalgo, se encuentra integrado al III Distrito Electoral Federal de Hidalgo y al VII Distrito Electoral Local de Hidalgo. A nivel estatal administrativo pertenece a la Macrorregión V y a la Microrregión V, además de a la Región Operativa XI Actopan.

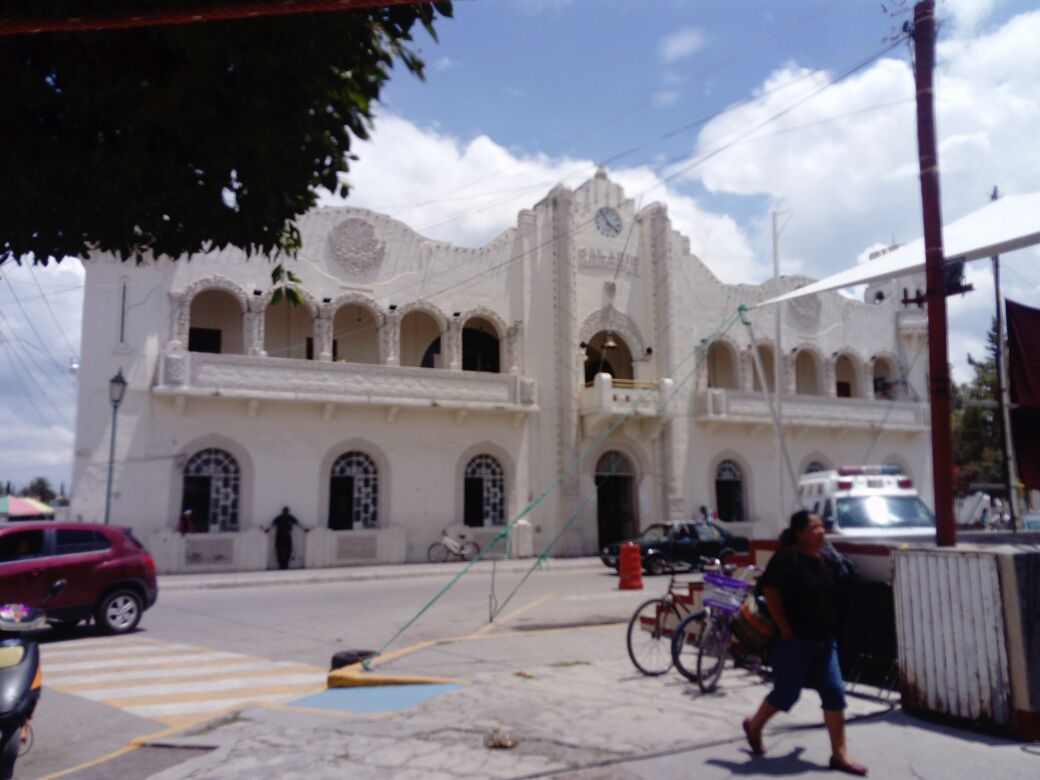
Palacio municipal

### Cronología de presidentes municipales
| Periodo                  | Nombre                            | Afiliación política        |
| ------------------------ | --------------------------------- | -------------------------- |
| 1964-1967                | José González Glez                | -                          |
| 1967-1970                | Alberto Ángeles Mejía             | -                          |
| 1970-1972                | Alfonso Pérez Cortés              | -                          |
| 1973-1975                | José Anaya Morales                | -                          |
| 1976-1978                | René Zavala López                 | -                          |
| 1979-1981                | Oscar Mayorga Pérez               | -                          |
| 1982-1984                | Nemesio Hernández Martínez        | -                          |
| 1985-1986                | Pedro Reyna Vigueras              | -                          |
| 1986-1988                | Jesús Quijano Lara                | Concejo Municipal Interino |
| 1988-1991                | Aquilino Aguilar Moreno           | -                          |
| 1991-1994                | Adrián Mendoza Gómez.             | PARM                       |
| 16/01/1994 al 15/01/1997 | José Francisco Morelos Fernández  | PARM                       |
| 16/01/1997 al 15/01/2000 | Víctor Gálvez Orozco              | PRD                        |
| 16/01/2000 al 15/01/2003 | Martiniano González López         | PRD                        |
| 16/01/2003 al 15/01/2006 | Nicolás Ponce Santiago            | PRI                        |
| 16/01/2006 al 15/01/2009 | Lucas Pablo Guzmán Isidro         | PRD                        |
| 16/01/2009 al 15/01/2012 | Aarón Moisés Valenzuela Rodríguez | Juntos por Hidalgo         |
| 16/01/2012 al 04/09/2016 | Joel González Gómez               | PRI                        |
| 05/09/2016 al 04/09/2020 | Lucas Pablo Guzmán Isidro         | PRD                        |
| 05/09/2020 al 14/12/2020 | Juan José Pérez Camargo           | Concejo Municipal Interino |
| 15/12/2020 al 04/09/2024 | Ricardo Josué Olguín Pardo        | PNAH                       |
| 05/09/2024 al 04/09/2027 | Maricela Hernández Lugo           | Morena                     |

## Economía
En 2015 el municipio presenta un IDH de 0.737 Alto, por lo que ocupa el lugar 6° a nivel estatal; y en 2005 presentó un PIB de $1 218 228 020 pesos mexicanos, y un PIB per cápita de $41 344 (precios corrientes de 2005).
De acuerdo con el Consejo Nacional de Evaluación de la Política de Desarrollo Social (Coneval), el municipio registra un Índice de Marginación Bajo. El 50.8% de la población se encuentra en pobreza moderada y 16.1% se encuentra en pobreza extrema. En 2015, el municipio ocupó el lugar 23 de 84 municipios en la escala estatal de rezago social.
A datos de 2015, en materia de agricultura, en este municipio se destinaron más hectáreas para la producción de maíz, obteniendo 24 217 tn, con un valor de $80 459, pero en cuanto a volumen producido sobresalió la alfalfa verde con 244 085 tn, que tuvieron un valor monetario de $74 751. En ganadería en 2015 existían 164 887 cabezas de ganado, de las cuales, según su importancia son: aves, seguido por ganado ovino, porcino, bovino y caprino.
Para el 2014 en Francisco I. Madero existían 1635 unidades económicas, que generaban empleos a 3246 personas. En el municipio de Francisco I. Madero a partir de 2015 se cuenta además con cinco establecimientos Diconsa, tiendas de Liconsa y un tianguis semanal.
De acuerdo con cifras al año 2015 presentadas en los censos económicos por el INEGI, la Población Económicamente Activa (PEA) de 12 años y más del municipio asciende a 13 166 de las cuales 12 664 se encuentran ocupadas y 502 se encuentran desocupadas. El 18.23% pertenece al sector primario, el 17.29% pertenece al sector secundario, el 62.90% pertenece al sector terciario.